# Hyphaene compressa
Espèce
Synonymes
- Chamaeriphes compressa (H.Wendl.) Kuntze[1] [2]
- Hyphaene benadirensis Becc.[1] [2]
- Hyphaene incoje Furtado[1] [2]
- Hyphaene kilvaensis (Becc.) Furtado[1] [2]
- Hyphaene mangoides Becc.[1] [2]
- Hyphaene megacarpa Furtado[2]
- Hyphaene multiformis Becc.[2] [3]
- Hyphaene semiplaena (Becc.) Furtado[1] [2] [3]

Statut de conservation UICN

 LC  : Préoccupation mineure
Hyphaene compressa est une espèce de plante de la famille des palmiers (Arecaceae). Elle est présente en Afrique de l'Est.

## Répartition et habitat
Cette espèce est présente en Somalie, au Kenya, en Tanzanie et au Mozambique. Elle pousse dans les prairies côtières. Elle a besoin d'être en plein soleil pour pouvoir s'installer.